# Севадибашево
Севадиба́шево (рос. Севадыбашево, башк. Сәүәҙебаш) — село (у минулому присілок) у складі Буздяцького району Башкортостану, Росія. Входить до складу Тюрюшевської сільської ради.
Населення — 604 особи (2010; 656 у 2002).
Національний склад:
- татари — 65 %
- башкири — 35 %